# (474094) 2016 LB4
(474094) 2016 LB4 es un asteroide perteneciente al cinturón de asteroides, descubierto el 6 de febrero de 2010 por Wide-field Infrared Survey Explorer desde el telescopio espacial Wide-Field Infrared Survey Explorer (WISE), Estados Unidos.

## Designación y nombre
Designado provisionalmente como 2016 LB4 .

## Características orbitales
2016 LB4 está situado a una distancia media del Sol de 3,046 ua, pudiendo alejarse hasta 4,211 ua y acercarse hasta 1,881 ua. Su excentricidad es 0,382 y la inclinación orbital 23,00 grados. Emplea 1942 días en completar una órbita alrededor del Sol.

## Características físicas
La magnitud absoluta de 2016 LB4 es 17,109.